# Paolo Landi
Paolo Landi (Borgo San Lorenzo, 7 maggio 1953) è un giornalista, scrittore e manager italiano attivo nel campo della comunicazione e mass media.

## Biografia
Si forma alla facoltà di Scienze politiche Cesare Alfieri dell'Università degli Studi di Firenze, dove si laurea con Mario Luzi.
Inizia a lavorare nel campo della comunicazione culturale scrivendo di teatro, cinema e televisione su quotidiani e settimanali. È stato ufficio stampa di Vittorio Gassman e, per 8 anni, del Premio Riccione per il teatro sotto la direzione di Franco Quadri.
Dal 1991 ha affiancato Oliviero Toscani nelle campagne sociali per il marchio United Colors of Benetton, di cui è stato direttore della comunicazione fino al 2010. Ha fatto parte del Consiglio di Amministrazione di Fabrica, il Centro di ricerca per la comunicazione di Benetton contribuendo a realizzare progetti di cinema (con la direzione di Marco Müller), musica (con la direzione di Michael Galasso e poi di Andrea Molino), design (con la direzione di Jayme Hayon), fotografia (con la direzione di James Mollison) ed è stato Direttore editoriale del magazine Colors, fondato da Tibor Kalman.
Sostenitore della teoria sulla industrie citoyenne (l'impresa come un "cittadino" che partecipa concretamente alla vita sociale), si è impegnato per educare all'uso consapevole dei media, partecipando a seminari e workshop internazionali e insegnando, come docente a contratto, al Polidesign del Politecnico di Milano, allo IUAV di Venezia, e all'Istituto Marangoni di Milano.
Ha collaborato con le seguenti testate giornalistiche: Il manifesto, Panorama, L'Europeo, Linus, Comix, Donna Moderna, Posh, Pagina99.
Scrive sui magazine online Doppiozero e Minima&Moralia.

## Opere
- Lo snobismo di massa, prefazione di Pier Vittorio Tondelli, Bologna, Lupetti, 1991. ISBN 8885838669.
- Il cinismo di massa, Milano, Sperling & Kupfer, 1994. ISBN 9788820019037.
- Manuale per l'allevamento del piccolo consumatore Torino, Einaudi, 2000. ISBN 9788806155551.
- Volevo dirti che è lei che guarda te - La televisione spiegata a un bambino, prefazione di Beppe Grillo, Milano, Bompiani, 2006. ISBN 9788845256455.
- Impigliati nella Rete, Milano, Bompiani 2008. ISBN 9788845259128.
- La pubblicità non è una cosa da bambini, Brescia, La Scuola, 2009. ISBN 9788835023203.
- Instagram al tramonto, Milano, La Nave di Teseo, 2019. ISBN 9788893950565.
- Snob come Proust, con Marina Giusti del Giardino, Milano, Baldini+Castoldi, 2022. ISBN 9791254940389.
- La dittatura degli algoritmi. Dalla lotta di classe alla class action, Lecce, Krill Books, 2024. ISBN 978-8894477771.